# Grand Egyptian Museum
Grand Egyptian Museum (GEM), även Giza Museum, är ett museum för föremål från det forntida Egypten. Det beräknas bli det största arkeologiska museet i världen, är för närvarande under uppbyggnad och planerades öppna under 2022 med en Tutankhamon-samling där många delar visas upp för första gången. Invigningen sköts på grund av coronaviruspandemin framåt i tiden.
Museet öppnades delvis den 16 oktober 2024, dock utan Tutankhamon-samlingen som kommer att öppnas senare.
Museiområdet uppgår till 50 hektar, ligger två kilometer från pyramiderna i Giza och 14 km sydväst om centrala Kairo.